# بيورن ميشيل
بيورن ميشيل (بالألمانية: Björn Michel)‏ هو لاعب هوكي الحقل ألماني، ولد في 7 فبراير 1975 في فيسبادن في ألمانيا.

## وصلات خارجية
- بيورن ميشيل على موقع الاتحاد الدولي للهوكي (الإنجليزية)
- بيورن ميشيل على موقع اللجنة الأولمبية الدولية (الإنجليزية)
- بيورن ميشيل على موقع أوليمبيديا (الإنجليزية)